# اچ‌ام‌اس آلبری (جی۴۱)
اچ‌ام‌اس آلبری (جی۴۱) (به انگلیسی: HMS Albury (J41)) یک کشتی بود که طول آن ۲۳۱ فوت (۷۰ متر) بود. این کشتی در سال ۱۹۱۸ ساخته شد.